# قرار مجلس الأمن التابع للأمم المتحدة رقم 178
قرار مجلس الأمن التابع للأمم المتحدة رقم 178، الذي اتخذ بالإجماع في 24 أبريل 1963، بعد سماع انتهاكات الأراضي السنغالية من قبل القوات العسكريةالبرتغالية من غينيا البرتغالية، شجب مجلس الحادث الذي وقع في بونياك فضلا عن أي توغل من قبل البرتغاليين وطلب احترام نيتهم المعلنة «احترام سيادة السنغال وسلامتها الإقليمية بدقة».